# Sansevieria dumetescens
Espèce
Classification APG III (2009)
Sansevieria dumetescens, également appelée Dracaena dumetescens, est une espèce de plantes de la famille des Liliaceae et du genre Sansevieria.

## Description
Plante succulente, Sansevieria dumetescens est une espèce de sansevières à fines (3 à 4,5 cm) et longues (40 à 55 cm) feuilles.
Elle a été identifiée comme espèce à part entière en 2009 par Leonard E. Newton.
L'espèce a été fréquemment et longtemps confondue avec Sansevieria bagamoyensis, Sansevieria arborescens et Sansevieria ascendens

## Distribution et habitat
L'espèce est originaire d'Afrique de l'Est, présente au sud-est du Kenya dans la province de la Côte.